# Grup Balañá
El Grup Balañá (Edificios y Espectáculos, S.L.) es una empresa española dedicada a la exhibición de obras teatrales y cinematográficas, fundada por Pedro Balañá y Espinós.

## Historia
En 1943 se inauguró el cine Avenida de la Luz, el primer cine de la compañía, consolidándose como un referente de cine infantil. A partir de entonces, la empresa experimentó una etapa de expansión y crecimiento, con la adquisición de varios cines y teatros en Barcelona. Durante estos años, se inauguraron salas emblemáticas como los cines Alcázar, Borrás y Tívoli, que se convirtieron en espacios destacados para la proyección de películas y la realización de espectáculos teatrales de renombre. Además, se llevaron a cabo reformas y adaptaciones en algunos cines, como los cines  Aribau Cinema y Urgel Cinema.
En 1995, se abrió Glòries Multicines, el primer multisalas de Barcelona, marcando el inicio de una nueva etapa para la compañía. Durante este periodo, se inauguraron diversas multisalas, como Bosque Multicines, Gran Sarrià Multicines, Aribau Multicines y Arenas de Barcelona Multicines.En 2013, se inauguró Balmes Multicines V.O., el primer cine en versión original de la compañía.En 2023, el Grupo Balañá lanzó la marca Mooby Cinemas para gestionar sus salas de cine.

## Teatros
Grup Balañá gestiona sus salas de teatro a través de la marca Balañá en viu. Actualmente, cuenta con 3 teatros en toda Barcelona.
| Nombre          |
| Teatro Borrás   |
| Teatro Coliseum |
| Teatro Tívoli   |

## Cines

Mooby Cinemas, la marca del grupo dedicada a los complejos cinematográficos

Grup Balañá gestiona sus salas de cine a través de la marca Mooby Cinemas. Actualmente, cuenta con 6 complejos y 54 salas en toda Barcelona.
| Nombre                    | Nr. Salas |
| Mooby Arenas de Barcelona | 12        |
| Mooby Aribau              | 5         |
| Mooby Balmes              | 12        |
| Mooby Bosque              | 9         |
| Mooby Glòries             | 8         |
| Mooby Gran Sarrià         | 8         |